# Guillermo Belgrano Rawson
Guillermo Belgrano Rawson (San Luis, 1 de febrero de 1922-San Luis, 20 de septiembre de 1997) fue un abogado, maestro, periodista y político argentino. Se desempeñó como Convencional Constituyente en 1957, diputado nacional entre 1963-1965 y 1965-1966 y candidato a vicepresidente de la Nación en 1983.

## Biografía
Guillermo Belgrano Rawson nació en la ciudad de San Luis el 1 de febrero de 1922, en el seno de una familia de alta posición social. Era hijo de Joaquín Belgrano Rawson (1886-1939) y de Dolores del Carmen Valentino (1892-1975). Era nieto del arquitecto Joaquín Mariano Belgrano, y por lo tanto pariente del prócer Manuel Belgrano. También era tataranieto del político Guillermo Rawson, ministro del Interior del presidente Bartolomé Mitre entre 1862 y 1868, y chozno del médico y comerciante estadounidense Amán Rawson. 
Egresó de Maestro Normal y luego de Abogado, tras cursar la carrera de derecho en la Universidad de Buenos Aires. Fue Profesor de Instrucción Cívica en la Escuela Normal “Juan Pascual Pringles” de San Luis. 
Belgrano Rawson ingresó al diario La Opinión en la década de 1930, y fue redactor del mismo entre 1939 y 1942, fue Presidente de la Cooperativa Agropecuaria Limitada de San Luis entre 1954 y 1957, y Abogado del Banco Industrial de la República Argentina desde 1956.
Luego de la dictadura militar conocida como Revolución Libertadora comenzó a participar en política partidaria dentro del Partido Demócrata Liberal de San Luis, antiguo integrante del Partido Demócrata Nacional. En 1957 fue elegido como convencional constituyente para la reforma constitucional convocada por Pedro Eugenio Aramburu, que revirtió la constitución que se había establecido durante el peronismo e incorporó el artículo 14 bis. 
En 1963 fue electo diputado nacional por el Partido Demócrata Liberal en representación de la provincia de San Luis para el periodo 1963-1965, año en que fue electo nuevamente diputado nacional, aunque no pudo completar su segundo mandato debido al golpe de Estado de junio de 1966 que destituyó al presidente Arturo Illia y cerró el Congreso Nacional. 
En 1971 se desempeñó como subsecretario del Ministerio del Interior, cargo que ocupaba el radical Arturo Mor Roig. Ese mismo año, el 12 de octubre, Belgrano Rawson fundó el Movimiento Popular Provincial, partido que surgió como una escisión del Partido Demócrata Liberal y que apoyaba la política que desempeñaba a nivel nacional el gobierno de facto del general Alejandro Agustín Lanusse.
En 1973, el Movimiento Popular Provincial fue parte de la Alianza Popular Federalista, que auspiciaba la candidatura presidencial de Francisco Manrique. Belgrano Rawson fue candidato a gobernador de la provincia de San Luis, elección que terminó perdiendo en segunda vuelta ante el candidato peronista Elías Adre. 
En 1974, Belgrano Rawson y el Movimiento Popular Provincial se unieron a la Fuerza Federalista Popular (FUFEPO), una confederación de quince partidos políticos provinciales argentinos de tendencia conservadora, habitualmente autoidentificada como representante del "federalismo". La FUFEPO apoyó abiertamente el golpe de Estado del 24 de marzo de 1976 que dio origen a la dictadura militar llamada Proceso de Reorganización Nacional (1976-1983), donde intentaron ubicarse como virtual partido oficial del régimen militar, teniendo mucho de sus integrantes cargos dentro del gobierno nacional.
En 1983, el FUFEPO integró la Alianza Federal, en compañía de otros partidos como el Partido Federal, el Movimiento Línea Popular y la Concentración Demócrata, para las elecciones generales de octubre de ese año. Francisco Manrique fue elegido candidato a presidente de la Nación por la Alianza Federal, mientras que Belgrano Rawson fue candidato a vicepresidente. En las elecciones, la Alianza Federal obtuvo 107.188 votos, el 0,72% del total de los votos. 
Belgrano Rawson falleció el 20 de septiembre de 1997 en la ciudad de San Luis, a los 75 años.